# Daniel Dramowicz
Daniel Dramowicz (ur. w 1958 w Olsztynie) – muzyk, nauczyciel, organista.

## Życiorys

### Szkoła i wykształcenie
Daniel Dramowicz uczęszczał do I Liceum Ogólnokształcącego im. Adama Mickiewicza w Olsztynie. Jest absolwentem Akademii Muzycznej w Krakowie (na wydziale instrumentalnym – organy) i studiów podyplomowych Akademii Muzycznej w Łodzi (zarządzanie szkołami artystycznymi).

### Praca
Od 1982 r. jest nauczycielem w szkołach oraz placówkach artystycznych. Przez 8 lat był dyrektorem Państwowej Szkoły Muzycznej I i II stopnia w Olsztynie. Uczył tam również gry na organach, fortepianie. Od 2003 r. do 2018 r. był wizytatorem Centrum Edukacji Artystycznej w Warszawie. Od 2008 r. jest edukatorem, współpracował z Centrum Edukacji Nauczycieli Szkół Artystycznych w Warszawie. Realizował liczne koncerty (min. w Polsce, Niemczech, Francji, Holandii, Belgii oraz Rosji). Występował również w audycjach organizowanych na antenach TVP1 i TVN. Brał udział w wielu wydarzeniach artystycznych np. Tygodniu Kultury Chrześcijańskiej w Olsztynie w 1987 r. i w 1988 r., Festiwalu Muzyki Gioacchino Rossiniego w Olsztynie i Olsztyńskim Lecie Kulturalno-Artystycznym. Był kierownikiem organizacyjnym I Dni Muzyki im. Feliksa Nowowiejskiego. Zasiadał w jury Festiwalu Chórów Kameralnych im. Feliksa Nowowiejskiego w Olsztynie, prowadził też Olsztyńskie Koncerty Organowe od 2008.